# Usynlige Venner
Usynlige Venner var en planlagt dansk familiefilm som efter planen skulle være udgivet i 2010, men som ikke blev til noget. Filmen skulle være produceret af Nimbus Film med Niels Gråbøl som instruktør og have Anders Matthesen, Sofie Gråbøl, Lars Kaalund, Lars Hjortshøj og Nicolas Bro blandt de medvirkende. Det var meningen at filmen skulle indspilles på Fyn foråret 2009 og have premiere i efterårsferien 2010.
Projektet fik bevilget 5,6 millioner kr. i betinget produktionsstøtte gennem 60/40-ordningen af Det Danske Filminstitut, samt 1 million kr. regional støtte til spillefilm medfinansieret af en regional filmfond. Nordisk Film & TV Fond i Norge havde bevilget 850.000 norske kr. Filmens manuskript var skrevet af Niels Gråbøl, Mette Heeno og Michael Asmussen. Sigrid Helene Dyekjær skulle være producent, og filmen skulle have været distribueret af Walt Disney Pictures.

## Handling
Filmen handler om Viktor der er 8 år gammel. Han bor sammen med sin mor og storebror, mens hans far er flyttet. Hvilket Viktor er meget ked af, og savner ham virkelig meget. Desuden føler Viktor sig, som den mest talentløse dreng, på hele jorden. Men en dag dukker et lille fedladent dyr, ved navn Gilbert, op, som kun Viktor kan se. Hvilket fuldstændig forandrer tilværelsen, for Viktor.
Det viser sig, at Gilbert ikke er det sødeste dyr i verden, da han roder og kalder Viktor et flabefjæs. Men de formår alligevel at blive gode venner, da Viktor finder ud af, at Gilbert besidder overmenneskelige kræfter, da han blandt andet kan flytte på ting ved tankens kraft. Viktor ser en mulighed i det hele, og begynder at benytte sig af dyrets fantastiske evner.

## Bog
Niels Gråbøl har skrevet en børnebog med samme titel om de to hovedpersoner Viktor og Gilbert som udkom i 2009 på forlaget Phabel.